# Dieter Langewiesche
Dieter Langewiesche ( Sankt Sebastian, Austria, 11 de enero de 1943) es un historiador austríaco. 
Es considerado como uno de los principales expertos mundiales en la historia del nacionalismo y el liberalismo. Sus investigaciones se centran, sobre todo, en  el liberalismo, el movimiento obrero burgués y la cultura de la clase obrera, la revolución de marzo de 1848, la nación y el nacionalismo, la guerra y la historiografía. Ha sido galardonado con el Premio Leibniz de la Deutsche Forschungsgemeinschaft en 2006, recibió también en 2001 el Premio Erwin Stein y en 2009 fue nombrado doctor honoris causa por la Facultad de Filosofía de la Universidad de Erfurt. En 2013 recibió la Orden del Mérito de la República Federal de Alemania. Están traducidos al castellano sus libros La época del estado-nación en Europa (2012) y Nación y religión en Europa : sociedades multiconfesionales en los siglos XIX y XX  (2010).